# El canto cuenta su historia
El canto cuenta su historia es una película de Argentina filmada en GevaColor dirigida por Fernando Ayala y Héctor Olivera sobre el guion de Julio Márbiz según la idea original de César Perdiguero y Manuel J. Castilla que se estrenó el 27 de agosto de 1976 y que tuvo como protagonistas a Leda Valladares, Cayetano D'Aglio, Andrés Chazarreta y Rosita Quiroga.
Por presiones y amenazas políticas fue suprimida la participación de Mercedes Sosa. Fue filmada parcialmente en Cosquín, Salta y San Antonio de Areco. Una versión resumida fue exhibida en televisión como El tango cuenta su historia.

## Sinopsis
Un desfile de cuadros musicales que incluye fragmentos de películas argentinas y de un programa de televisión de Proartel que en 1965 transmitió Canal 13.

## Reparto
Intervinieron en el filme los siguientes intérpretes:
- Leda Valladares
- Cayetano D'Aglio
- Roberto Firpo (h)
- Andrés Chazarreta
- Rosita Quiroga
- Pablo Osvaldo Valle
- Julio de Caro
- Hugo del Carril
- Dúo Martínez-Ledesma
- Martha de los Ríos
- Alberto Castillo
- Antonio Tormo
- Margarita Palacios
- Eduardo Falú
- Camerata Bariloche
- Tita Merello
- Ramona Galarza
- Los Cantores de Quilla Huasi
- Roberto Goyeneche
- Jorge Cafrune
- Enrique Cadícamo
- Ángel D'Agostino
- Adolfo Ábalos
- Amelita Baltar
- Buenos Aires 8
- Ariel Ramírez
- Domingo Cura
- Julio Márbiz
- Waldo de los Ríos
- Julián Centeya
- Aníbal Troilo
- Luis Sandrini
- Yolanda Mayorani
- Cristina Fernández
- Napoleón Benjamín Ábalos
- Marcelo Raúl Ábalos
- Víctor Manuel Ábalos
- Roberto Ábalos
- Juan Carlos Saravia Grupo "Los Chalchaleros"
- Polo Román Grupo "Los Chalchaleros"
- Pancho Figueroa Grupo "Los Chalchaleros"
- Ernesto Cabeza Grupo "Los Chalchaleros"
- Eduardo Madeo Grupo "Los Fronterizos"
- Gerardo López Grupo "Los Fronterizos"
- Juan Carlos Moreno Grupo "Los Fronterizos"
- Yayo Quesada Grupo "Los Fronterizos"

## Comentarios
Daniel López en La Opinión escribió:

”Una atractiva mezcla de cabalgata musical con material de archivo.”

H.C. en La Prensa dijo:

”(con) la originalidad de lo obvio...adecuada perspectiva y naturalidad.”

La Nación opinó:

”Cordial antología de la canción argentina.”